# Николаевка (Ланьковский сельсовет)
Николаевка (бел. Мікалаеўка) — посёлок в составе Ланьковского сельсовета Белыничского района Могилёвской области Республики Беларусь.

## Население
- 2010 год — 12 человек